# Cryptotriton
Cryptotriton is een geslacht van salamanders uit de familie longloze salamanders (Plethodontidae). De groep werd voor het eerst wetenschappelijk beschreven door Mario García-París en David Burton Wake in 2000.
Er zijn zeven soorten inclusief de pas in 2015 beschreven soort Cryptotriton xucaneborum. Alle soorten komen voor in delen van Midden-Amerika en leven in de landen Mexico, Guatemala en Honduras.

## Taxonomie
Geslacht Cryptotriton
- Soort Cryptotriton alvarezdeltoroi
- Soort Cryptotriton monzoni
- Soort Cryptotriton nasalis
- Soort Cryptotriton necopinus
- Soort Cryptotriton sierraminensis
- Soort Cryptotriton veraepacis
- Soort Cryptotriton xucaneborum